# In morte di un samouraï
In morte di un Samouraï (ou In morte di un Samurai) est une œuvre de Maurice Delage pour voix de baryton et orchestre de chambre. Créée le 1er février 1951, interprétée par Camille Maurane et l’Orchestre National sous la direction de Roger Désormière, il s’agit d’une des dernières œuvres du compositeur. À bien des égards, ces mélodies offrent un pendant aux Sept haï-kaïs de 1925.

## Composition

### Circonstances
La Seconde Guerre mondiale imposa le silence aux œuvres de Maurice Delage, qui refusait de s’inscrire au syndicat, imposant les conditions de l’occupant. Son nom disparaît alors de l’Annuaire général du spectacle. La seule fonction qu’il exerçait encore dans le milieu musical était celle de secrétaire général de « l’Orchestre des jeunes ».
Les opinions politiques du compositeur étaient cependant fortement anticommunistes. Aussitôt après la Libération, il fut appelé à comparaître, le 30 mars 1946, à l’audience de la Cour de Justice (chambre civique). L’enquête n’apporta aucun élément de culpabilité, et la cour prononça l’acquittement.
Malgré ces conclusions, le compositeur se trouva, de fait, interdit d’antennes et aucune de ses œuvres ne fut programmée en concert entre août 1944 et 1947.
Selon le musicologue Jean Gallois, on reprochait au compositeur son indépendance, et son aisance financière : « On n’a pas besoin de se faire jouer quand on a une villa dans le 16e », disait-on alors. 

### Un auteur «innommable»
Dans ces conditions, Delage reçut, le 2 juillet 1949, une lettre de Pierre Pascal, alors en exil à Rome : 

« Je publierai bientôt un petit livre : cinquante-cinq gouttes de rosée pour le repos de l’âme d’un samouraï supplicié. Il s’agit là d’un recueil de 55 haïkaïs et tankas pour honorer la mémoire du général Tōjō, pendu à Tokyo le 23 décembre 1948. […] Mais j’ai écrit avec une autre idée… La voici ! […]
J’offre ceci au musicien des haïkaïs : la mise en musique de ces haïkaïs vengeurs et impalpables, soit en leur totalité, soit en une pincée sublimée. Je sais que vous travaillez lentement et avec des scrupules infinis. Si vous promettez, comme vous savez promettre, j’attendrai. »

Homme d’extrême-droite, Pierre Pascal (1909-1990), diplômé de l’École des Langues Orientales, s’était passionné pour la poésie japonaise à la suite d’une année passée au Japon avec son père, alors qu’il était adolescent. Après avoir commencé une carrière militaire, il avait été directeur aux éditions du Trident, proche des milieux royalistes et de Charles Maurras. Durant l’occupation allemande, il était devenu inspecteur général de la Radio Française. À ce titre, condamné par contumace aux travaux forcés à perpétuité, il avait dû s’enfuir en Italie. À Rome, il créa une nouvelle maison d’édition.
Le compositeur fut séduit par les poèmes proposés, mais il fut convenu pour les concerts et l’édition (chez Max Eschig) qu’ils seraient attribués à Pierre Morès (du latin mos, « coutumes, tradition, etc. »). L’édition italienne des poèmes explique également le titre de l’œuvre musicale.

### «Mon coup de bambou»
Travaillant lentement, comme toujours, Maurice Delage pouvait cependant annoncer à son ami, le chef d’orchestre Ernest Ansermet : 

« Mon coup de bambou à moi s’appelle In morte di un Samouraï, chant et orchestre par deux (petit orchestre symphonique) et dure cinq minutes. Terminé il y a quinze jours. Sujet mélancolique : un condamné par la fenêtre de sa cellule s’intéresse six fois de suite – six haïkaïs – à des japoneries d’une gracieuse simplicité, pathétiques comme les tableaux quotidiens que l’on ne doit plus revoir :
La cigale,

rien ne révèle dans son chant

qu’elle doit bientôt mourir.

  Matsuo Bashō

J’ai trouvé, je crois, le fil d’Ariane qui devait relier tous ces petits tableaux. Il en est résulté une partition qui est une merveille de calligraphie. »

Cette lettre montre que le musicien avait retenu le caractère « universel » des poèmes, dépassant l’anecdote à laquelle sacrifiaient parfois les textes.

## Présentation
Les six poèmes sont enchaînés de manière plus claire encore, à la lecture de la partition, que pour les Sept haï-kaïs où le compositeur avait dû préciser ultérieurement de « ne pas interrompre ces sept courts morceaux : l’enchaînement tonal a été prévu ».
1. — « Papillon du crépuscule… » — Lentamente ( = 52) à 
 ;
2. — « La cloche du temple… » — A tempo, à 
 ;
3. — « Oh ! compagnons morts !… » — A tempo, à 
 ;
4. — « Sur le drapeau du Néant… » — Poco animando, à 
 ;
5. — « Un vol de colombes… » — Lentamente ( = 52) à 
 ;
6. — « Poème d’un ange… » — A tempo, à 
.

La partition est dédiée à la cantatrice Marion Le Tanneur. L'exécution dure un peu plus de cinq minutes.

## Orchestre
Il existe deux versions d’In morte di un samouraï. La première est pour chant et piano. La seconde, pour orchestre, comprend deux flûtes, deux hautbois, deux clarinettes en Si, deux bassons, deux cors, deux trompettes, timbales, harpe, piano et cordes.

## Création
La création eut lieu le 1er février 1951, avec le baryton Camille Maurane et l’Orchestre National sous la direction de Roger Désormière.

L’œuvre obtint un succès mitigé. René Dumesnil se montra favorable, en revenant sur la situation particulière de Maurice Delage : 

« On sait gré à [Roger Désormière] d’avoir fait entendre aussi In morte di un samouraï de Maurice Delage, parce que ce compositeur n’est pas précisément gâté par les associations symphoniques, bien qu’il soit un des meilleurs et des plus originaux de notre temps. La pièce, dont Camille Mauranne mit en pleine valeur la partie mélodique, est simplement merveilleuse, toute remplie qu’elle est de trouvailles délicates – invention des thèmes et choix des timbres pour une instrumentation raffinée. Maurice Delage est un maître ; on ne demande pour lui qu’un peu de justice. »

## Aperçu de l’œuvre
Les mélodies sont brèves, d’autant plus que les poèmes sont intégrés dans une composition continue, commençant par un sombre prélude à 5/4, lentamente. La voix entre à la dix-septième mesure pour le premier tanka :
Papillon du crépuscule,

 — fleur qui vole et voit —

aux barreaux de ma cellule,

     qui t’attire en moi ?

Est-ce mon âme qui brûle ?
Celui-ci donne la tonalité de l'ensemble des poèmes (sinon un programme « dramatique » : les haïkus japonais classiques sont difficilement séparables des circonstances de leur composition, saison ou évènement) et montre le respect de la métrique japonaise et de l'assonance « à la française ». 
L'unité de l'ensemble est assurée, sur le plan musical, par la présence sous-jacente mais obsédante d'un motif rythmique énoncé dès les premières mesure du prélude (proche de celui de la habanera, comme la deuxième contrerime pour piano), par le mouvement généralement lent, d'une grande fluidité pour accompagner le texte de façon expressive, par l'emploi privilégié des registres graves. 
Harmoniquement, et malgré des modulations apparentes (Fa majeur, Fa mineur, Fa dièse mineur, Fa majeur), les accidents sont si nombreux qu'aucun pôle tonal ne se précise, ni ne s'impose. Les accords d'octaves diminuées sont remarquablement nombreux : à la mesure 10 apparaît un accord comprenant La bémol sur La bécarre à la main droite, qui se retrouve (à peine) transformé pour conclure.
L'introduction de la cloche du temple présente un enchaînement avec fausse relation chromatique (Sol vers Sol) suivie d'une quarte (Si + Mi) dans le grave, notée « cloche ». Ce passage est une citation de l'été des Sept haï-kaïs, où cette modulation était justifiée pour la même raison poétique. On y voit une volonté du compositeur d'offrir un « pendant » à l'une de ses œuvres les plus célèbres — et, par ce biais, mesurer l'écart que représente un quart de siècle (1925-1950) et les changements bouleversants apportés par la guerre.
Le ton n'est plus élégamment plaisant, ironique, gracieux. L'expression des œuvres de Maurice Delage composées après 1945 est bien « désenchantée » (comme seront les Trois poèmes désenchantés de 1955). Le dernier poème, comme un haïku sur une seule rime, conclut « mélancoliquement », comme annoncé par le compositeur :
Poème d’un ange —

sur la neige, où le vent change,

morte : une mésange…

### Ouvrages généraux
- Marius Flothuis, « Exprimer l'inexprimable » : Essai sur la mélodie française depuis Duparc, Amsterdam, Éditions Rodopi BV, 1996, 323 p. (ISBN 90-420-0087-2).
- Marc Vignal, Dictionnaire de la musique, Paris, Larousse, 2005, 1078 p. (ISBN 2-03-511001-7, lire en ligne), « Maurice Delage », p. 288.

### Monographies
- Philippe Rodriguez, Maurice Delage : La solitude de l'artisan, Genève, Éditions Papillon, coll. « Mélophiles », 2001, 159 p. (ISBN 2-940310-08-4).

## Discographie
- Maurice Delage : Les mélodies — Sandrine Piau (soprano), Jean-Paul Fouchécourt (ténor), Jean-François Gardeil (baryton), Billy Eidi (piano), CD Timpani 1C1045 (1998)